# Junio Valerio Borghese
Junio Valerio Borghese (Artena, 6 de junio de 1906 - Cádiz, 26 de agosto de 1974) fue un militar y político italiano, partidario acérrimo del fascismo, que participó en la Segunda Guerra Mundial como oficial de la Regia Marina italiana, encargándose durante dicha contienda de ejecutar audaces ataques de sabotaje en el Mediterráneo mediante el uso de torpedos humanos en operaciones de comando.

## Biografía
Nació en Roma en 1906 dentro de la aristocrática y adinerada familia Borghese, y en el año 1922 ingresó a la academia naval de Liorna, graduándose en 1929 y ascendiendo a comandante de un submarino en 1933. 
Cuando en 1936 Mussolini dispuso la participación de Italia en la guerra civil española, Borghese fue enviado a combatir al mando del submarino Iride, uno de los aparatos más modernos con que entonces contaba la fuerza submarina italiana, quedando destinado a labores de interceptación de buques de suministros del bando republicano. 

### Segunda Guerra Mundial
Al entrar Italia en la Segunda Guerra Mundial en junio de 1940, Borghese fue puesto al mando del submarino Sciré de 620 toneladas, con la misión de transportar torpedos humanos dirigidos por hombres-rana, destinados a atacar buques británicos mediante operaciones de sabotaje en todo el Mediterráneo. Los ataques estaban diseñados como operaciones comando ejecuadas por pequeños grupos de hombres especialmente elegidos, y resultaron exitosos en muchos casos. La unidad militar encargada de estas actividades fue denominada Decima Flottiglia MAS y colocada bajo el mando de Borghese.
Los ataques lanzados por la Decima Flottiglia se sucedieron desde junio de 1940, teniendo como blanco diversos puertos donde se situaban buques militares de la Royal Navy británica, siendo especialmente exitosos sus ataques contra Gibraltar,  Alejandría, y la Bahía de Suda (en Creta). Eventualmente Borghese debió abandonar estas misiones al tornarse adverso el curso de la guerra para Italia en 1942 y dejar que el Sciré fuese dedicado a guerra marítima convencional, tras lo cual planificó inclusive un ataque de sabotaje destinado al puerto de Nueva York, que nunca se hizo efectivo.
Después del Armisticio de Cassibile del 8 de septiembre de 1943 cuando Italia acordó una paz por separado con Gran Bretaña y los Estados Unidos, Borghese se mantuvo fiel al fascismo y huyó hacia el norte de Italia, donde se había formado la República Social Italiana bajo ocupación de la Wehrmacht alemana. Allí Borghese reconstruyó la Decima Flottiglia con algunos de sus veteranos pero ya sin aparatos funcionales para reanudar operaciones bélicas. 
Ante ello, Borghese convirtió la Decima Flottiglia MAS en una milicia terrestre de varios millares de hombres para operaciones de contraguerrilla especialmente violenta contra los partisanos, dedicándose a la tortura y ejecución sumaria de miembros de la Resistencia italiana en colaboración con la Wehrmacht y la Gestapo. A inicios de 1945, las tropas de la Decima Flottiglia fueron enviadas a la frontera ítalo-yugoslava para detener incursiones de los partisanos yugoslavos del Mariscal Tito en zonas reclamadas por Italia, manteniendo dichas posiciones hasta el fin de la contienda, aunque a costa de graves bajas.
Al estallar la sublevación de la Resistencia italiana contra los alemanes el 25 de abril de 1945, los hombres de la Decima Flottiglia fueron también atacados por partisanos italianos y tropas aliadas que lanzaban una ofensiva en simultáneo. Borghese debió esconderse para escapar a las represalias partisanas y el 19 de mayo de 1945 fue arrestado por fuerzas estadounidenses, que lo entregaron a los italianos.

### Actividad de posguerra
Borghese no fue acusado de crímenes de guerra, sino de colaboración con los nazis, siendo condenado por las nuevas autoridades a 12 años de cárcel, pero en 1949 fue liberado por la Corte Suprema de Italia. Poco después, Borghese se unió al Movimiento Social Italiano (MSI), un partido de extrema derecha basado en antiguos fascistas de menor nivel que habían sobrevivido a la guerra. Desde allí, Borghese continuó defendiendo abiertamente la ideología del fascismo y profesando un virulento anticomunismo, mientras renegaba duramente de las convenciones sociales de la aristocracia a la cual pertenecía, lo que le valió el apodo de "Príncipe Negro", en referencia a su origen familiar y a las camisas negras de los fascistas. 
En 1968 Borghese inclusive abandonó el MSI al acusarlo de no tomar una posición más extrema en favor del fascismo y fundó el Fronte Nazionale, su propio partido de extrema derecha con planteamientos aún más radicales, donde Borghese combinaba ideas del fascismo con doctrinas de Julius Evola y un fuerte anticapitalismo.
En marzo de 1971, Borghese fue acusado de planificar un golpe de Estado que se ejecutaría el 8 de diciembre de 1970, pero que fue "cancelado" a última hora. Tras el inicio de las investigaciones, Borghese huyó de Italia para evitar ser arrestado por las autoridades. Establecido en España, y marginado de la política de su patria, Borghese cayó lentamente en el ostracismo y murió en agosto de 1974.